# Apogon retrosella
Apogon retrosella är en fiskart som först beskrevs av Gill 1862.  Apogon retrosella ingår i släktet Apogon och familjen Apogonidae. IUCN kategoriserar arten globalt som livskraftig. Inga underarter finns listade i Catalogue of Life.